# Građanski savez Mađara
Građanski savez Mađara (mađ.: Magyar Polgári Szövetség, kratica: MPS, srp.: Грађански Савез Мађара , kratica: ГСМ) je politička stranka vojvođanskih Mađara.
Čelnik je László Rác Szabó.

## Izborni rezultati

### Lokalni izbori
Na lokalnim izborima 2008. je osvojila 13,59% u Senti i 2 zastupnička mjesta u općinskoj skupštini u Adi.

## Vanjske poveznice
- (srp.) Results of local elections in Vojvodina[neaktivna poveznica]